# Snowed In
Snowed In è un album in studio di musica natalizia del gruppo musicale statunitense Hanson, pubblicato nel 1997.

## Tracce
1. Merry Christmas Baby (Lou Baxter, Johnny Moore) – 3:12
2. What Christmas Means to Me (Anna Gordy Gaye, George Gordy, Allen Story) – 3:43
3. Little Saint Nick (Mike Love, Brian Wilson) – 3:33
4. At Christmas (Isaac Hanson, Taylor Hanson, Zachary Hanson) – 5:17
5. Christmas (Baby Please Come Home) (Barry, Ellie Greenwich, Phil Spector) – 3:20
6. Rockin' Around the Christmas Tree (Johnny Marks) – 2:38
7. Christmas Time (Isaac Hanson, Taylor Hanson, Zachary Hanson, Mark Hudson) – 3:59
8. Everybody Knows the Claus (Isaac Hanson, Taylor Hanson, Zachary Hanson) – 4:47
9. Run Rudolph Run (Marvin Brodie, Johnny Marks) – 3:11
10. Silent Night Medley: O Holy Night/Silent Night/O Come All Ye Faithful (AA.VV.) – 5:26
11. White Christmas (Irving Berlin) – 1:49

## Classifiche
| Classifica (1997) | Posizione massima |
| ----------------- | ----------------- |
| Stati Uniti       | 7                 |